# ISO 3166-2:GI
ISO 3166-2:GI — стандарт Международной организации по стандартизации, который определяет геокоды. Является подмножеством стандарта ISO 3166-2, относящимся к Гибралтару. Стандарт охватывает Гибралтар. Геокод состоит из: кода Alpha2 по стандарту ISO 3166-1 для Гибралтара — GI. Гибралтар является заморской территорией Великобритании. Геокод являются подмножеством кода домена верхнего уровня — GI, присвоенного Гибралтару в соответствии со стандартами ISO 3166-1.

## Геокоды Гибралтара
| Название  | Alpha2 | Alpha3 | цифровой | Геокод по ISO 3166-2 | Статус               |
| --------- | ------ | ------ | -------- | -------------------- | -------------------- |
| Гибралтар | GI     | GIB    | 292      | не определён         | заморская территория |

## Пограничные Гибралтару государства
- Испания — ISO 3166-2:ES (на западе, на севере).